# José Pedro Pozzi
José Pedro Pozzi SDB (* 12. Juli 1925 in Vimercate, Italien; † 26. November 2017 in General Roca, Argentinien) war ein argentinischer Ordensgeistlicher und römisch-katholischer Bischof von Alto Valle del Río Negro.

## Leben
José Pedro Pozzi, in der lombardischen Stadt Vimercate geboren, emigrierte mit seiner Familie 1927 nach Argentinien. 1941 trat er in die Ordensgemeinschaft der Salesianer Don Boscos ein und empfing nach seinen philosophisch-theologischen Studien am 25. November 1951 die Priesterweihe.
Am 22. Juli 1993 ernannte ihn Papst Johannes Paul II. zum ersten Bischof des mit gleichem Datum errichteten Bistums Alto Valle del Río Negro. Die Bischofsweihe spendete ihm der Bischof von Neuquén, Agustín Roberto Radrizzani SDB, am 25. September desselben Jahres. Mitkonsekratoren waren der Bischof von San Justo, Jorge Arturo Meinvielle SDB, und der Bischof von Santa Rosa, Rinaldo Fidel Brédice. Die Amtseinführung im Bistum fand am 16. Oktober 1993 statt.
Am 19. März 2003 nahm Papst Johannes Paul II. seinen altersbedingten Rücktritt an.